# 1456

## أحداث
- حصار بلغراد في الفترة ما بين 4 يوليو و22 يوليو.

- 17 أكتوبر ـ تأسيس جامعة غرايفسفالت، لتكون الثانية في الترتيب بين أقدم جامعات شمال أوروبا، والأقدم على الإطلاق في السويد وبروسيا.
- اكتمال بناء قصر الباب العالي في تركيا.

## مواليد
- آن نيفيل
- ألونسو فرنانديز دي لوغو
- جيل فيسنتي كاتب برتغالي
- مجير الدين الحنبلي مؤرخ وفقيه وقاضي

## وفيات
- إيوان دي هونيدوارا
- أبو يحيى ابن عاصم